# 妄想症
，世卫组织称妄想性障碍，又称偏执性精神病（paranoid psychosis）、偏执型精神障碍（paranoid disorder）、单纯性偏执状态（simple paranoid state），是一种精神疾病，此疾病的患者有妄想症狀，但是沒有明顯的幻覺、思考障礙或情緒障礙。
对于妄想症的概念，曾使用偏执狂一词。现代精神病学中，此词的用法发生了一些变化，但已较少被用来指代妄想症。

## 特征
1. 是一个根本性障碍。
2. 是慢性和终生频发的。
3. 妄想有逻辑构造，并且内部成立。（符合逻辑，不矛盾。）
4. 妄想和普通逻辑推理不冲突（虽然在妄想系统中逻辑是扭曲的），而且没有一般的行为异常。如果出现异常行为，则与妄想内容有直接联系。
5. 自身经历了对自我参考的高度理解。对别人来说不重要的事件对他们来说极为重要，并且围绕妄想的气氛非常紧张。
6. 妄想者可以只限在患者妄想的主題及內容上將事實曲解並篤信為真，但妄想以外的思想及社會功能，則可以不受影響。[18]

## 种类
- 情爱妄想症（英文：Erotomanic Type）：妄想别人（通常是地位更高的人）爱上了自己。[19]
- 自大型妄想（英文：Grandiose Type）：夸大自己价值，权益，知识，身份或者和名人的特別关系的妄想 （见耶路撒冷综合症、自大狂、救世主情结）[19]，嚴重者可能會相信自己有超能力。[20]
- 嫉妒妄想症（英文：Jealous Type）：伴侣对自己不忠的妄想。（见妄想性猜忌，又稱奧賽羅綜合症(Othello  syndrome)）[19]
- 被害妄想症（英文：Persecutory Type）：妄想自己（或自己身边的人）被以某种方式恶意伤害，往往都會養小王或是小三等等。[19]
- 身体妄想症（英文：Somatic Type）：妄想自己有身体上的缺陷或者不良的身体状况。（见妄想性寄生虫病）[19]
- 自責妄想 （英文：Self accusation Type）：妄想自己的過錯或像抑鬱的患者般過度自責。[20]
- 關係妄想（英文：Delusion of reference）：是把巧合事件或無關的事情，妄想跟自己很有關係。

如果妄想不在上述的几个类型中，则可判定为“混合型”或者“不明型”。

## 照顧患者的對策
如果你需要照顧妄想症患者，你應:
- 切記不要與患者爭論或否定患者妄想內容的真實性。因為當患者被其妄想或幻覺影響時，嘗試向患者解釋，往往會引起患者過激反應。[20]
- 不要責備患者 。[20]
- 耐心並認同患者的感受 。[20]
- 不要介懷患者對自己的指責。[20]
- 分散患者注意 。[20]
- 留意患者身體狀况，排除其他誘發因素。 [20]
- 善用肢體語言，表示善意及關懷 。[20]
- 確保患者跟醫囑服用精神科藥物。[20]

## 盛行率
- 一般估計約為0.03%，但一些研究則估計盛行率可能達到7.5%。[19][21]